# Callimodapsa voltana
Callimodapsa voltana es una especie de coleóptero de la familia Endomychidae.

## Distribución geográfica
Habita en Burkina Faso.